# Blu-ray Ultra HD
El disco Blu-ray Ultra HD (comercializado como 4K Ultra HD) es un formato de disco óptico digital de almacenamiento de datos que reemplaza al Blu-ray. Los discos Blu-ray Ultra HD son incompatibles con los reproductores Blu-ray estándar existentes (aunque en la mayoría de los casos, se ha incluido con los discos Blu-ray Ultra HD una copia digital y un disco Blu-ray tradicional). El disco Blu-ray Ultra HD admite video en 4K UHD (resolución de 3840 × 2160) a velocidades de hasta 60 fotogramas por segundo, codificado mediante High Efficiency Video Coding (HEVC). Los discos admiten HDR al aumentar la profundidad de color a 10 bits por color y una mayor gama de colores que la admitida por el video Blu-ray convencional mediante el uso del espacio de color Rec. 2020. Es compatible con las videoconsolas de Microsoft Xbox One S, Xbox One X y Xbox Series X y la videoconsola de Sony PlayStation 5.
Para diferenciar los títulos Blu-ray Ultra HD en los estantes de las tiendas, los fabricantes utilizan un formato de embalaje consistente en un estuche negro opaco o ligeramente transparente.

## Detalles
Las especificaciones permiten tres capacidades de disco, cada una con su propia velocidad de datos: 50 GB a 82 Mb/s, 66 GB a 108 Mb/s, y 100 GB a 128 Mb/s. La tecnología Blu-ray Ultra HD fue licenciada a mediados de 2015, y los reproductores tenían una fecha de lanzamiento prevista para Navidad de 2015. El disco Blu-ray Ultra HD utiliza una nueva revisión de AACS DRM, AACS 2.0 y AACS 2.1 en ciertos títulos (Cuenta conmigo, Fury, El patriota).
El 12 de mayo de 2015, la Blu-ray Disc Association reveló las especificaciones completas y el logotipo oficial del Blu-ray Ultra HD. A diferencia de los DVD y Blu-rays convencionales, el nuevo formato 4K no tiene codificación de región.
El 14 de febrero de 2016, la BDA lanzó el Blu-ray Ultra HD con soporte obligatorio para video HDR10 Media Profile y soporte opcional para Dolby Vision.
A partir del 23 de enero de 2018, la especificación BDA v3.2 también incluye soporte opcional para HDR10+ y SL/HDR2 de Philips/Technicolor.

## Títulos iniciales

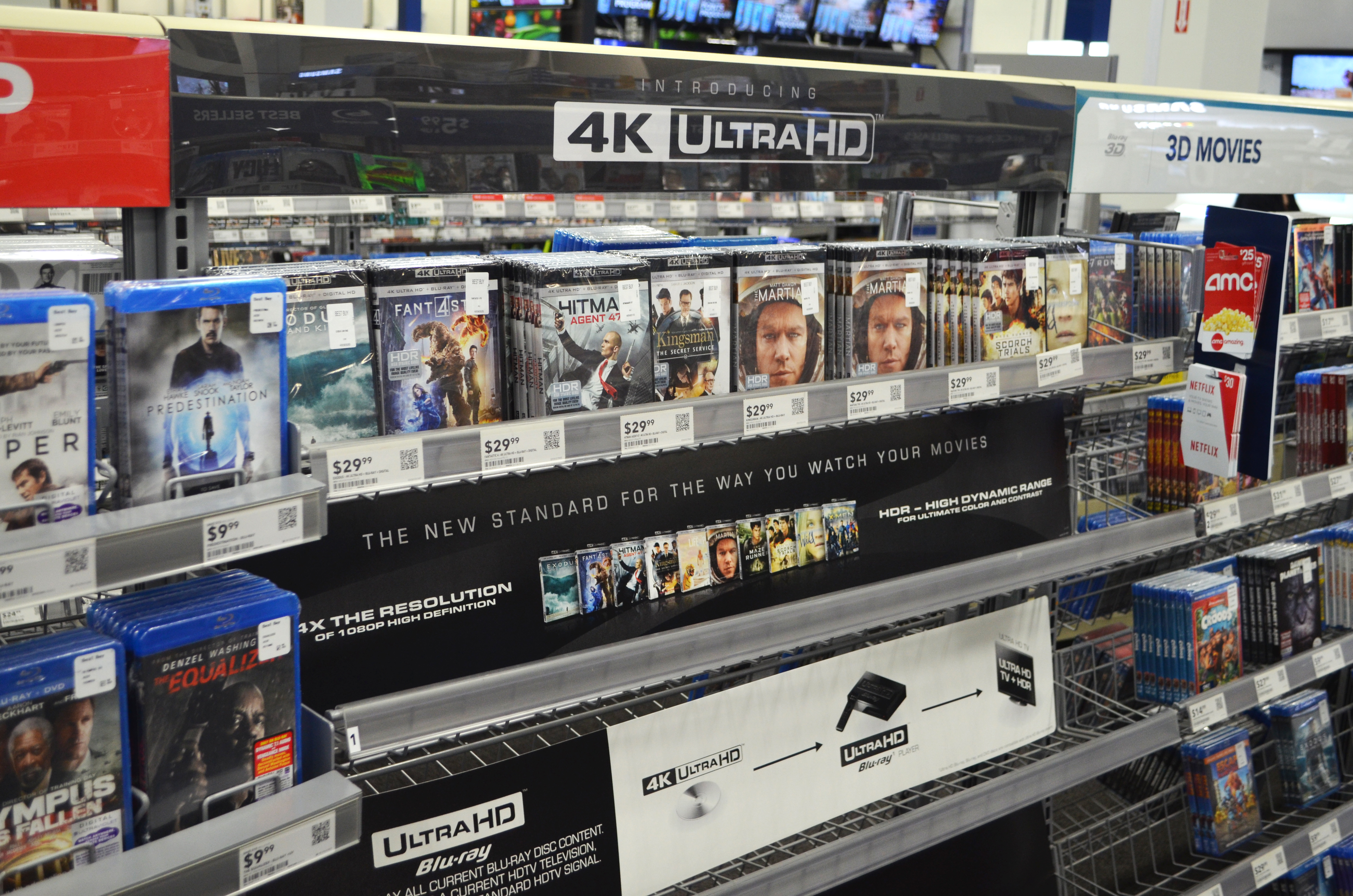
Discos Blu-ray 4K Ultra HD puestos a la venta

Los primeros discos Blu-ray Ultra HD fueron lanzados oficialmente desde cuatro estudios el 14 de febrero de 2016:
- Sony Pictures Home Entertainment lanzó The Amazing Spider-Man 2, Salt, Hancock, Chappie, Pineapple Express y Los Pitufos 2.[11]
- Lionsgate Home Entertainment (distribuida por Fox en EEUU y Reino Unido/Irlanda y Entertainment One en Canadá y algunos títulos en España) lanzó Sicario, El último cazador de brujas, The Expendables 3 y El juego de Ender.[12]
- Warner Home Video lanzó Mad Max: Fury Road, The Lego Movie, Pan y San Andreas.[13]
- 20th Century Fox Home Entertainment lanzó The Martian, Kingsman: The Secret Service, Exodus: Gods and Kings, X-Men: días del futuro pasado, Maze Runner: The Scorch Trials, The Maze Runner, Alma salvaje, Hitman: Agent 47, 4 Fantásticos y Life of Pi.[14]

Los primeros discos Blu-ray Ultra HD lanzados oficialmente desde otros estudios después del 14 de febrero de 2016 fueron:
- Paramount Home Media Distribution lanzó Star Trek y Star Trek: en la oscuridad el 14 de junio de 2016.[15]
- Universal Pictures Home Entertainment lanzó Lucy, Oblivion y Lone Survivor el 9 de agosto de 2016.[16]
- Walt Disney Studios Home Entertainment lanzó Guardianes de la Galaxia vol. 2 el 22 de agosto de 2017.[17][18]

## Consolas compatibles

### Xbox Series X|S
Xbox Series X reproduce este formato. Xbox Series S no dispone de reproductor de discos

### Xbox One X
El modelo X de Xbox One puede reproducir discos BD UHD, pero únicamente en multimedia, siendo la primera consola de Microsoft en soportar dicho formato, y a su vez la primera consola de la historia en ser capaz de reproducir Blu-ray Ultra HD.

### PlayStation 5
PlayStation 5 es la primera consola de Sony Interactive Entertainment en soportar este formato en su versión con lector.